# Selección femenina de voleibol de Alemania Democrática
La selección femenina de voleibol de Alemania Democrática era el equipo nacional femenina de Alemania Oriental. Fue gobernado por la Deutscher Sportverband Volleyball der DDR ( Asociación Alemana de Voleibol de la RDA ) y participó en competiciones internacionales de voleibol hasta que se disolvió en 1990 tras la reunificación alemana.

## Participaciones

### Juegos Olímpicos[1]
- 1976 - 6°
- 1980 -
- 1988 - 5°

### Campeonato mundial[1]
| Año   | Resultado           | Pos.         | Partidos     | Partidos     | Partidos     | Sets         | Sets         | Puntos       | Puntos       |
| Año   | Resultado           | Pos.         | PJ           | G            | P            | G            | P            | G            | P            |
| ----- | ------------------- | ------------ | ------------ | ------------ | ------------ | ------------ | ------------ | ------------ | ------------ |
| 1952  | No participó        | No participó | No participó | No participó | No participó | No participó | No participó | No participó | No participó |
| 1956  | Ronda final         | 8°           | 11           | 4            | 7            | 16           | 24           | 403          | 532          |
| 1960  | No participó        | No participó | No participó | No participó | No participó | No participó | No participó | No participó | No participó |
| 1962  | Ronda final         | 7°           | 10           | 4            | 6            | 13           | 22           | 390          | 468          |
| 1967  | No participó        | No participó | No participó | No participó | No participó | No participó | No participó | No participó | No participó |
| 1970  | Ronda 9° a 16°      | 10°          | 10           | 7            | 3            | 24           | 14           | 479          | 383          |
| 1974  | Ronda 1ro a 6°      | 4°           | 11           | 6            | 5            | 19           | 19           | 449          | 427          |
| 1978  | Semifinales 5° a 8° | 8°           | 10           | 5            | 5            | 19           | 19           | 472          | 443          |
| 1982  | No clasificó        | No clasificó | No clasificó | No clasificó | No clasificó | No clasificó | No clasificó | No clasificó | No clasificó |
| 1986  | Semifinales         | 4°           | 10           | 6            | 4            | 22           | 18           | 483          | 472          |
| 1990  | Por el 11°          | 12°          | 6            | 1            | 5            | 4            | 15           | 171          | 261          |
| Total | 0 títulos           | 7/11         | 68           | 33           | 35           | 117          | 131          | 2847         | 2986         |

### Copa mundial[1]
| Año  | Resultado   | Pos. | Partidos | Partidos | Partidos | Sets | Sets | Puntos | Puntos |
| Año  | Resultado   | Pos. | PJ       | G        | P        | G    | P    | G      | P      |
| ---- | ----------- | ---- | -------- | -------- | -------- | ---- | ---- | ------ | ------ |
| 1989 | Ronda final | 6°   | 7        | 2        | 5        | 8    | 17   | 225    | 346    |

### Campeonato Europeo[1]
| Año   | Resultado    | Pos.              | Partidos     | Partidos     | Partidos     | Sets         | Sets         | Puntos       | Puntos       |
| Año   | Resultado    | Pos.              | PJ           | G            | P            | G            | P            | G            | P            |
| ----- | ------------ | ----------------- | ------------ | ------------ | ------------ | ------------ | ------------ | ------------ | ------------ |
| 1949  | No participó | No participó      | No participó | No participó | No participó | No participó | No participó | No participó | No participó |
| 1955  | No participó | No participó      | No participó | No participó | No participó | No participó | No participó | No participó | No participó |
| 1958  | Ronda final  | 8°                | 9            | 2            | 7            | 8            | 22           | 275          | 419          |
| 1963  | Semifinales  | 4°                | 9            | 5            | 4            | 19           | 12           | 389          | 332          |
| 1967  | Semifinales  | 4°                | 9            | 2            | 7            | 8            | 22           | 275          | 419          |
| 1971  | Ronda final  | 6°                | 7            | 2            | 5            | 10           | 17           | 304          | 339          |
| 1975  | Semifinales  | Medalla de bronce | 8            | 4            | 4            | 15           | 14           | 358          | 313          |
| 1977  | Ronda final  | Medalla de plata  | 7            | 5            | 2            | 17           | 6            | 307          | 228          |
| 1979  | Ronda final  | Medalla de plata  | 8            | 7            | 1            | 21           | 5            | 358          | 213          |
| 1981  | Semifinales  | 4°                | 8            | 5            | 3            | 16           | 14           | 341          | 387          |
| 1983  | Ronda final  | Medalla de oro    | 8            | 8            | 0            | 24           | 5            | 416          | 264          |
| 1985  | Ronda final  | Medalla de plata  | 8            | 7            | 1            | 21           | 7            | 400          | 261          |
| 1987  | Ronda final  | Medalla de oro    | 7            | 7            | 0            | 21           | 2            | 342          | 196          |
| 1989  | Ronda final  | Medalla de plata  | 7            | 7            | 0            | 21           | 4            | 359          | 242          |
| Total | 2 títulos    | 12/16             | 95           | 61           | 34           | 201          | 130          | 4124         | 3613         |

## Directores técnicos
| Nombre           | Desde | Hasta |
| ---------------- | ----- | ----- |
| Fritz Döring     | 1951  | 1953  |
| Egon Saurer      | 1954  | 1966  |
| Harry Einert     | 1967  | 1970  |
| Wolfgang Kipf    | 1971  | 1972  |
| Dieter Grund     | 1973  | 1984  |
| Gerhard Fidelak  | 1984  | 1984  |
| Wolfgang Küllmer | 1985  | 1985  |
| Siegfried Köhler | 1985  | 1987  |
| Eckehard Bonnke  | 1989  | 1989  |
| Siegfried Köhler | 1989  | 1990  |
| Volker Spiegel   | 1990  | 1990  |